# Ardea alba
La garceta grande también conocida como garza blanca (Ardea alba) es una especie de ave de la familia Ardeidae. Esta garza mide de pico a cola entre 80 y 105 cm, su envergadura alar está entre 130 y 170 cm. Su peso oscila entre los 700 y 1,500 g. Es un ave acuática de plumaje blanco, grande y esbelta, que puede alcanzar el metro de altura. Vuela con su largo cuello retraído, pero suele caminar con él estirado. Tiene el pico amarillo y las patas negras con dedos negros (su pico puede oscurecerse y la parte inferior de las patas aclararse durante la época de cría). La especie es parcialmente migratoria. Es una de las garzas más ampliamente distribuidas por el mundo, ya que ocupa todos los continentes salvo la Antártida.  En ,México esta garza ha sido observada en todos los estados del país. Habita todo tipo de humedales de regiones templadas y tropicales. La  IUCN-1 la clasifica en su categoría de preocupación menor. Dentro de los factores de riesgo para esta especie se encuentra la reducción del hábitat por desarrollo urbano. En algunos lugares del sur de Estados Unidos su número ha disminuido debido a la pérdida de hábitat, especialmente por la degradación de los humedales, incremento de la salinidad por sobreexplotación de acuíferos y la invasión de plantas exóticas. Aun así se adapta bien al hábitat humanizado y puede ser vista fácilmente cerca de humedales y cuerpos de agua en zonas urbanas y suburbanas.

## Descripción

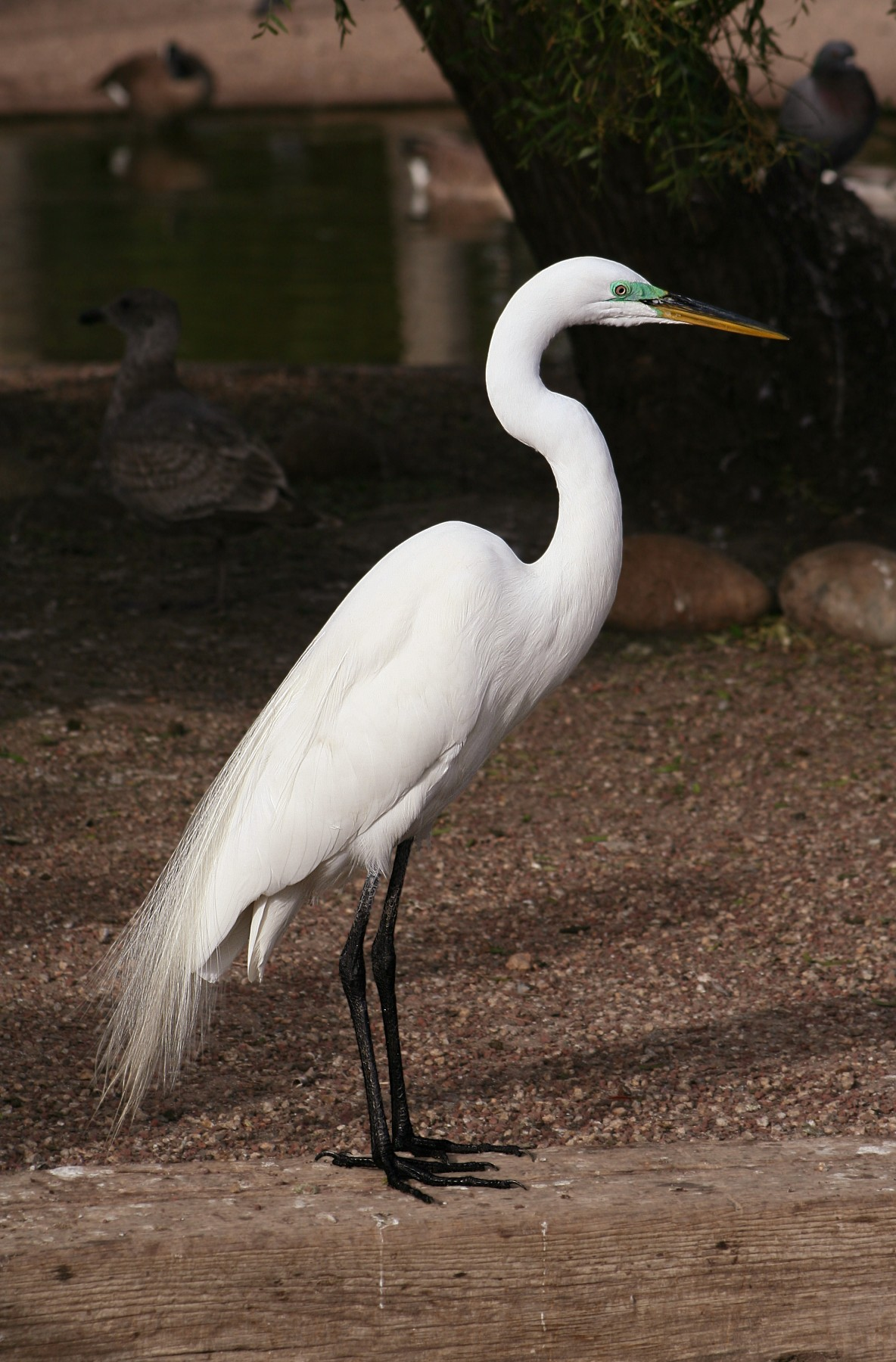
Ejemplar de A. a. egretta en California.

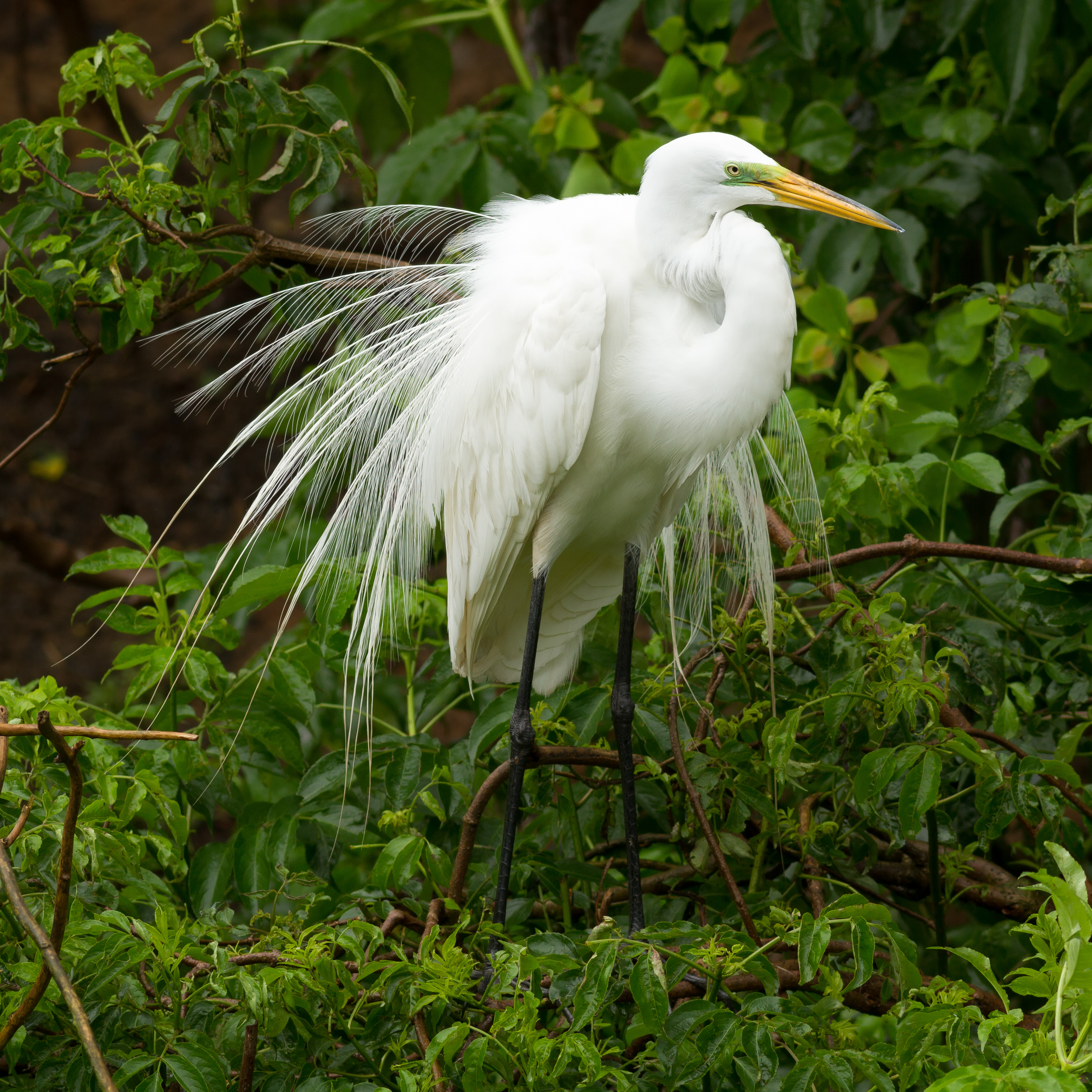
Ejemplar en plumaje reproductivo con las plumas del dorso erizadas.

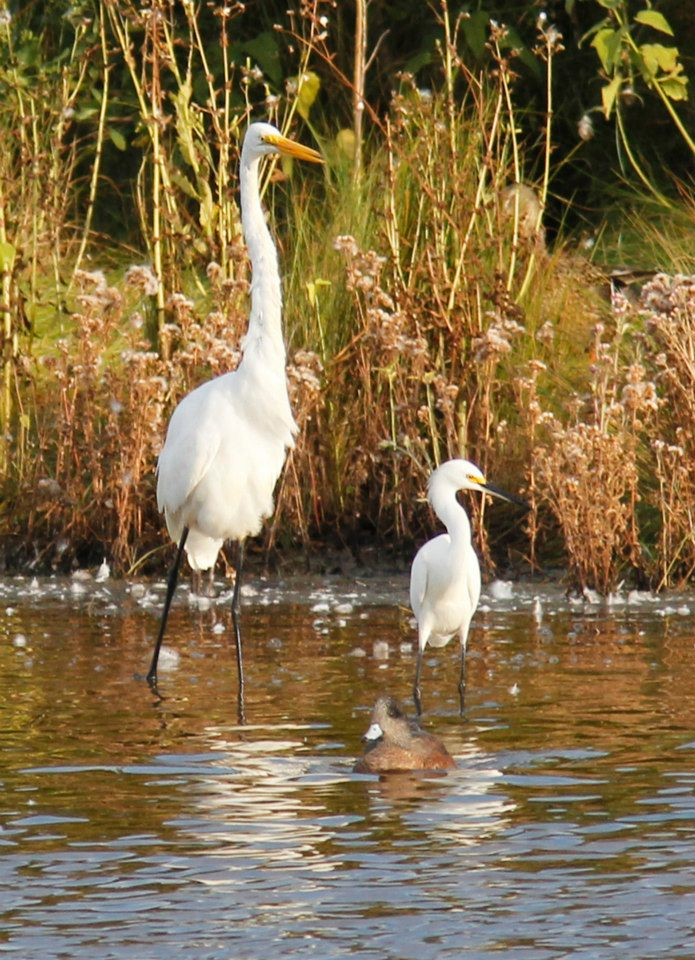
Comparación del tamaño entre la garza blanca y la garceta nívea (Egretta thula) mucho más pequeña.

La garza blanca es un ave grande de plumaje blanco que puede alcanzar el metro de altura. Su longitud de pico a cola oscila entre los 80 y 105 cm, con una envergadura alar de entre 130 y 170 cm. Su peso oscila entre los 700 y 1500 g, siendo su media alrededor de un kilogramo. Es solo ligeramente menor que la garza real o la garza azulada. En su plumaje reproductivo presenta en el dorso largas y finas plumas ornamentales que suelen erizar. Machos y hembras son idénticos en apariencia, y los juveniles se parecen a los adultos en plumaje no reproductivo.
Suele volar lentamente con el cuello retraído. Esto es característico de todas las garzas, a diferencia de las cigüeñas, grullas, ibis y espátulas, que mantienen el cuello extendido al volar. En cambio, la garceta grande suele caminar con el cuello estirado. Normalmente suele ser un ave silenciosa, pero emite graznidos estridentes cuando es molestada, e igualmente cuando se encuentra en sus colonias de cría .
Además de por su tamaño, la garceta grande puede diferenciarse de otras garcetas blancas por su pico amarillo y por sus patas negras con dedos negros, aunque su pico puede oscurecerse y la parte inferior de las patas suele aclararse durante la época de cría. Además se diferencia de la garceta intermedia porque su carúncula loral amarilla se extiende un poco más atrás del ojo, mientras que en la garceta intermedia acaba justo en el ojo.

## Taxonomía
La garceta grande se clasifica en el género Ardea, de la familia de las garzas, Ardeidae. Las garzas a su vez se clasifican en el orden Pelecaniformes, junto a otras cuatro familias de aves acuáticas: Pelecanidae (pelícanos), Threskiornithidae (ibis y espátulas), Balaenicipitidae (picozapato) y Scopidae (ave martillo).
La garceta grande fue descrita científicamente por Carlos Linneo, en 1758, en la décima edición de su obra Systema naturae, con el mismo nombre que en la actualidad, Ardea alba, que significa literalmente «garza blanca». Posteriormente fue trasladada con otras garcetas al género Egretta, creado por el naturalista inglés Thomas Ignatius Maris Forster, en 1817. En 1842 Constantin Wilhelm Lambert Gloger propuso un género propio, Casmerodius, para ubicar a la garceta grande en vista de sus diferencias anatómicas y de tamaño respecto a los demás miembros del género Egretta. Finalmente, los análisis genéticos la devolvieron al género Ardea, donde Linneo la había clasificado originalmente.
Se reconocen cuatro subespecies de garza blanca:
- Ardea alba alba - la subespecie nominal, que se encuentra en Europa, Asia occidental y el norte de África;
- Ardea alba melanorhynchos - presente en el África subsahariana;
- Ardea alba egretta - se extiende por América, desde Canadá hasta Chile;
- Ardea alba modesta - se encuentra en Asia oriental y Australasia (anteriormente clasificada por algunos autores como una especie separada).

## Distribución y hábitat

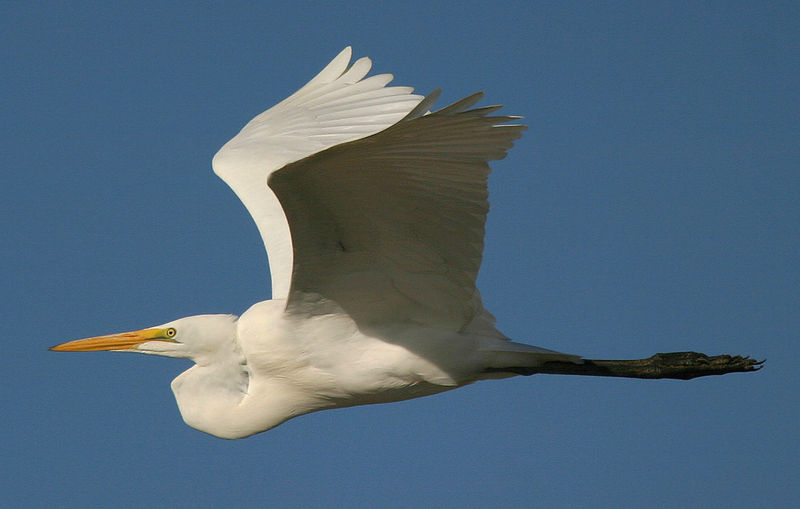
Es parcialmente migratoria.

La garceta grande es una especie abundante que se extiende por todos los continentes en todo tipo de humedales de regiones templadas y tropicales. Cría en Norteamérica, encontrándose por todo el cinturón del Sol de los Estados Unidos, aunque su área de distribución se extiende hasta Canadá. También cría por todas las zonas templadas de Eurasia. La garceta grande es parcialmente migratoria, ya que las poblaciones de las zonas templadas del hemisferio norte se trasladan al sur para pasar el invierno. En cambio, las poblaciones que viven en las regiones tropicales y subtropicales de América, África, Asia y Oceanía son sedentarias.

## Comportamiento

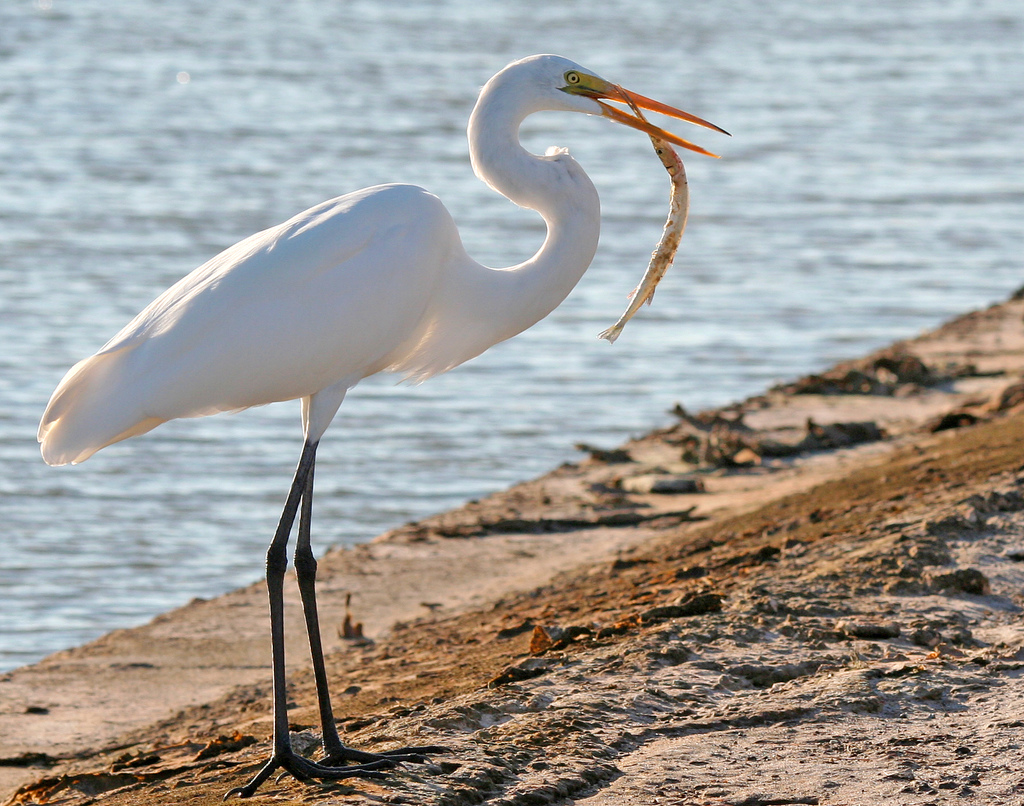
Ejemplar de A. a. modesta con un pez recién capturado.

### Alimentación
Se alimenta en aguas poco profundas, o hábitats más secos, principalmente de peces, ranas, pequeños mamíferos y ocasionalmente aves pequeñas y reptiles, atrapándolos con su pico largo y afilado. La mayoría de las veces se queda quieta y deja que la presa se acerque hasta poder alcanzarla con el pico, que utiliza como arpón. Otras veces camina lentamente hacia ella. 

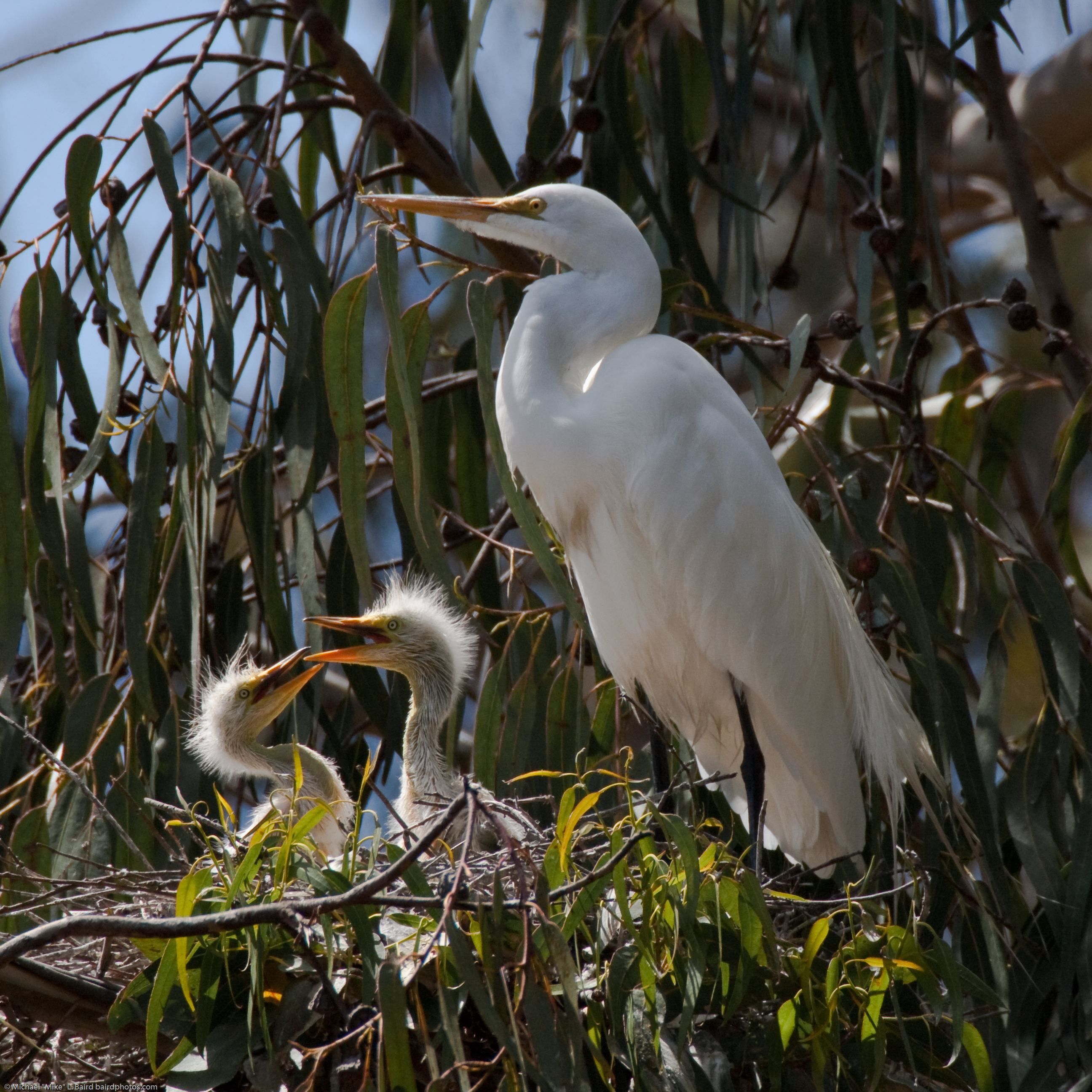
Adulto con sus crías en el nido.

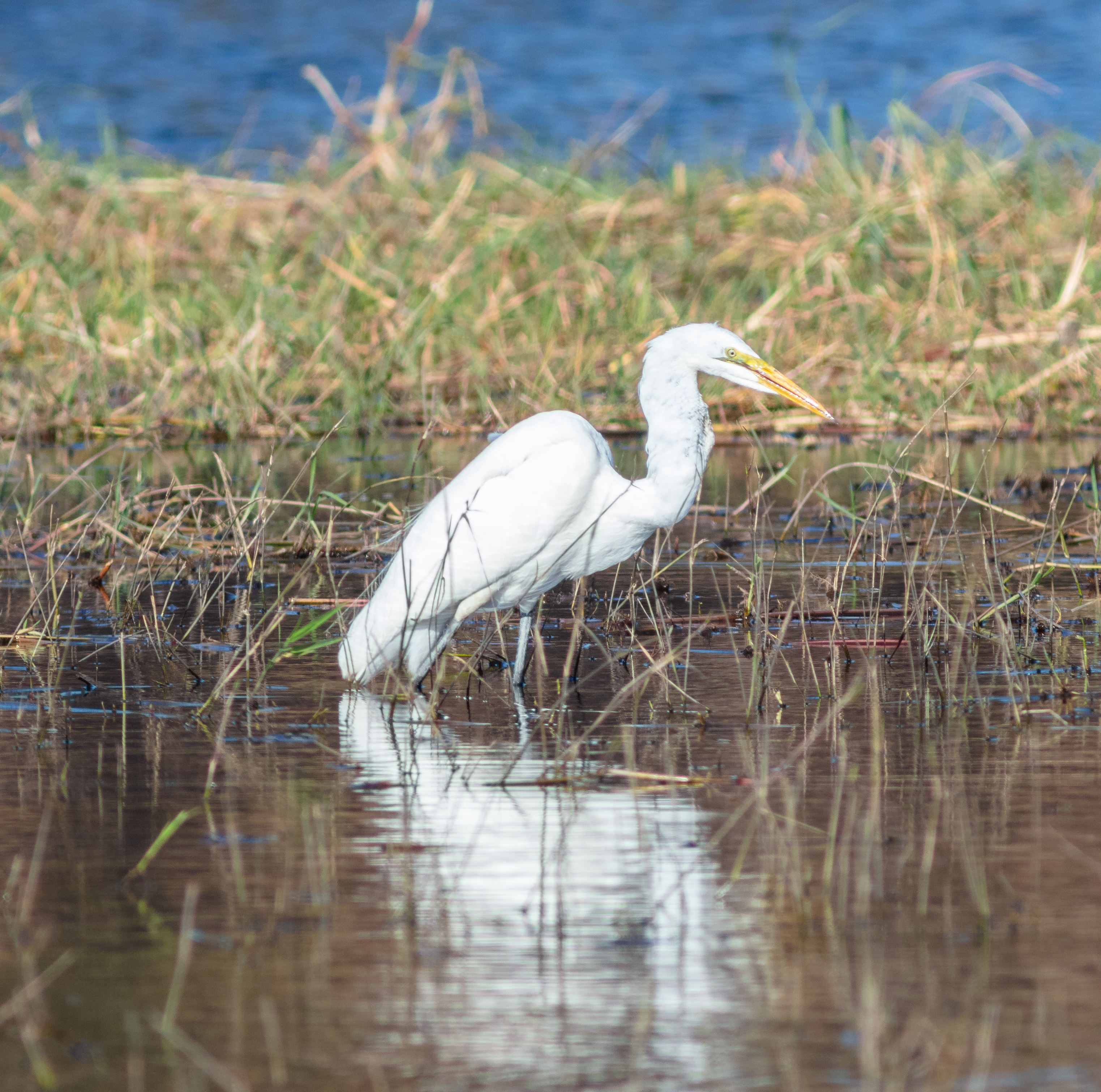
Ejemplar en busca de comida en el parque nacional de Chobe, Botsuana.

En algunas ocasiones se dirige a tierra firme en busca de otras opciones de alimento como pichones de aves, cangrejos, mamíferos pequeños, caracoles, lombrices, insectos y gusanos.

### Reproducción

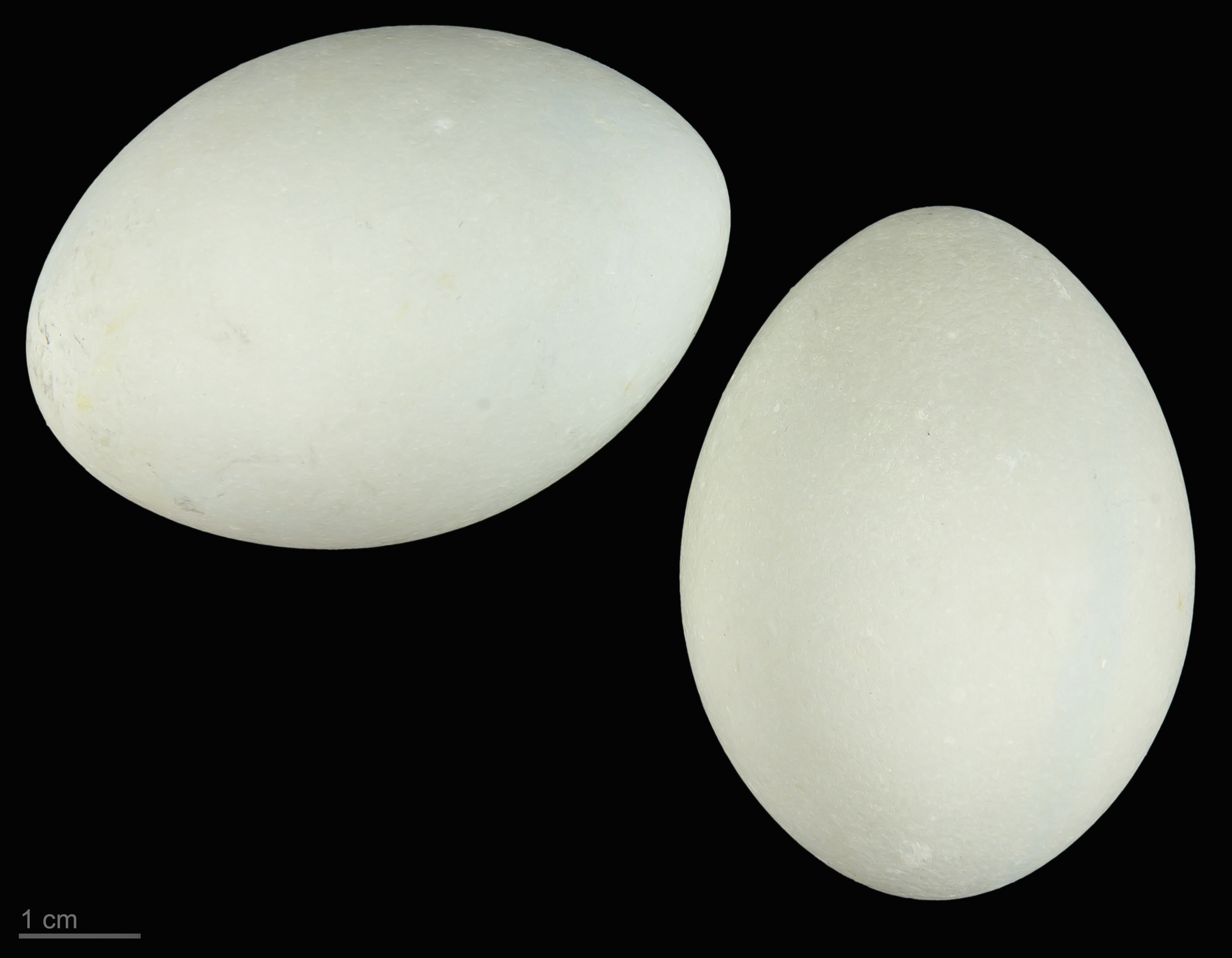
Ardea alba melanorhynchos - MHNT

La garza blanca cría en colonias sobre las ramas de los árboles cerca de grandes lagos con lechos de carrizos u otros tipos de humedales grandes, principalmente entre los 3 y 12 metros de altura. Alcanza la madurez sexual entre los 2 y 3 años y forma parejas monógamas sucesivas cada temporada. Se desconoce si las parejas duran hasta la siguiente temporada. El macho selecciona la zona para anidar y empieza un nido, y entonces atrae a una hembra. El nido está construido con ramitas entrelazadas y forrado con otros materiales vegetales y puede tener hasta un metro de anchura. Suelen poner entre 3 y 5 huevos de color verde azulado claro. Ambos miembros de la pareja incuban durante 23-26 días. Los polluelos son alimentados con las presas regurgitadas por sus progenitores y son capaces de volar en un periodo de entre 6-7 semanas.

## Conservación y amenazas
En Norteamérica se mató una gran cantidad de garzas a finales del siglo XIX, con el fin de utilizar sus plumas nupciales para decorar sombreros. En 1953 la garceta grande en vuelo fue elegida como símbolo de la National Audubon Society, que había formado parte de las campañas para evitar las matanzas de garzas por sus plumas. Como resultado de las medidas de conservación, su población se ha recuperado allí desde entonces. Sin embargo, en partes del sur de Estados Unidos su número ha disminuido debido a la pérdida de hábitat, especialmente por la degradación de los humedales por su drenaje y aclarado, el pastoreo, el incremento de la salinidad por la sobreexplotación de los acuíferos y la invasión de plantas exóticas. Aun así se adapta bien al hábitat humanizado y puede ser vista fácilmente cerca de humedales y cuerpos de agua en zonas urbanas y suburbanas.